# Французькі трусики

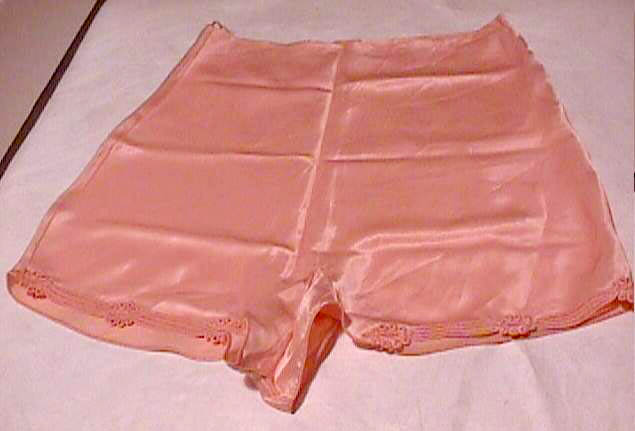
Шовкові французькі труси

Французькі труси (англ. French knickers; у США також називаються штанами-тапами: англ. tap pants) — жіночі труси вільного крою, схожі на шорти або чоловічі сімейні труси. Термін переважно використовується у Великій Британії та Австралії. Французькі труси носять від стегна, приховуючи верхню частину стегна та всі сідниці. Одяг має стиль «відкритих ніг» (вільний отвір для ніг без еластичних манжетів), що забезпечує більш зручну посадку, а манжети прямого крою можуть бути розроблені з оздобленням або без нього. Тканина часто косого крою.
Французькі труси не слід плутати з іншими фасонами трусів, такими як боксери, хіпстери, брифи: усі вони мають еластичні отвори для ніг і щільно прилягають до тіла.
Французькі труси ідеально поєднуються з пишними спідницями, брюками та сукнями, розкльошеними та А- силуету, оскільки вони можуть додати об'єм і створити видиму лінію трусиків (VPL). Виріб є елегантною та зручною альтернативою більш приталеним формам спідньої білизни, а для їх виготовлення часто використовуються розкішні тканини, такі як шовк.

## Історія
Стиль французьких трусів розвинувся з кальсон, мішкуватої спідньої білизни з довгими штанинами вікторіанської епохи, і, можливо, дістав свою назву від спідньої білизни з рюшем, яку носили танцівниці Parisienne Can-Can з кінця 1800-х до початку 1900-х; однак французи не використовують цей термін. Протягом 1920-х і 1930-х французькі труси були дуже популярні, але до 1940-х і 1950-х років труси носили більшість жінок; можливо, через дефіцит тканин і шовку. До 1950-х років приталені труси носили майже повсюдно.
Під час відродження ностальгії в 1970-х французькі труси повернулися в моду завдяки дизайнам Джанет Регер та інших, і були особливо популярні в 1980-х на спеціалізованому ринку. У 1990-х роках популярність французьких трусів знову впала, оскільки молоді споживачки виявляли більший інтерес до інших стилів спідньої білизни, таких як брифи та стрінги. 
Вони все ще доступні тепер, і найчастіше їх можна знайти в репродукціях вінтажних виробів і в спеціалізованих магазинах.